# Jaguar XE
Jaguar XE är en personbil som den brittiska biltillverkaren Jaguar introducerade i september 2014.
Versioner:
| Modell | Årsmodell | Motor               | Cylindervolym | Effekt     | Bränslesystem                 |
| ------ | --------- | ------------------- | ------------- | ---------- | ----------------------------- |
| 20d    | 2016-     | 4-cyl radmotor DOHC | 1999 cm³      | 163-180 hk | Common rail turbodiesel       |
| 20t    | 2016-     | 4-cyl radmotor DOHC | 1997 cm³      | 200 hk     | Direktinsprutning, turbo      |
| 25t    | 2016-     | 4-cyl radmotor DOHC | 1997 cm³      | 240-250 hk | Direktinsprutning, turbo      |
| S      | 2016-18   | 6-cyl V-motor DOHC  | 2995 cm³      | 340-380 hk | Direktinsprutning, kompressor |
| 25d    | 2017-     | 4-cyl radmotor DOHC | 1999 cm³      | 240 hk     | Common rail turbodiesel       |
| 30t    | 2018-     | 4-cyl radmotor DOHC | 1997 cm³      | 300 hk     | Direktinsprutning, turbo      |